# August Zoller
August Zoller (* 18. August 1804 in Deizisau; † 20. August 1856 in Stuttgart) war ein deutscher Übersetzer, Schriftsteller und Journalist.

## Leben
August Zoller war der Sohn des Pfarrers, Pädagogen und Linguisten Karl August Christoph Friedrich Zoller. Er war Teilnehmer der Franckh-Koseritz’schen Verschwörung und besorgte für die Franckh'sche Verlagshandlung zahlreiche Übersetzungen. Aus dem Englischen etwa von Charles Dickens, vor allem aber aus dem Französischen von Alexandre Dumas, Eugène Sue, Michel Masson und anderen Schriftstellern.
Über seine frühe journalistische Arbeit in Stuttgart ist nichts bekannt. Einzig die Erinnerungen von Wilhelm von Chézy geben vage Auskünfte. So soll Zoller in seiner Jugend Belgien, Frankreich und England bereist und sich in Stuttgart „mit seiner scharfen Feder“ und seinem Spott gefürchtet gemacht haben. Laut Chézy kam Zoller zusammen mit Karl Spindler im Sommer 1830 nach München.
August Zoller redigierte von Januar bis Dezember 1831 die „Tagspost für die Kreishauptstadt Augsburg“ (ab Nr. 35 vom 4. Februar unter dem Namen „Tagblatt“). In Augsburg lebte sein Onkel Ferdinand Friedrich Zoller, zunächst als Fabrikant, dann als Wechselsensal.
In Stuttgart erschien 1834 seine erste eigenständige Schrift, „Bilder aus Schwaben“. Trotz des Titels, eine eher antiromantische, kritische und teils satirische Arbeit.
Im November 1845 promovierte er als „Zoller, Christian August (Deizisau)“ in Giessen zum Dr. phil. Warum er erst zu diesem Zeitpunkt promovierte und zudem in Giessen bleibt ungeklärt. Noch 1850 wurde eine seiner Übersetzungen von Eugène Sues Fortsetzungsromanen in Württemberg beschlagnahmt.
Vater und Sohn wurden in Nachschlagewerken häufig miteinander verwechselt. Dieselbe Quelle offenbart jedoch auch, dass Edmund von Zoller (1822–1902), Redakteur, Hofrat und Direktor der königlichen Privatbibliothek, der um 18 Jahre jüngere Bruder von August war. Einige Jahre arbeitete Edmund Zoller ebenso als Übersetzer von Romanen und setzte außerdem nach dem Tod seines Bruders die in Stuttgart bei Franckh erschienene, mehrbändige Übersetzung von Alexandre Dumas’ „Die Mohicaner von Paris. Salvator“ ab dem 5. Band fort.
August Zoller blieb unverheiratet und starb, laut Chézy, angeblich krank und verarmt.

## Werke (Auswahl)
Eigenständige Schriften, die August Zoller nicht aus dem Französischen oder Englischen übersetzte.
- Bilder aus Schwaben. Hallberger’sche Verlagshandlung, Stuttgart 1834, Digitalisat.
- Das schwäbische Bad Cannstadt. In: August Lewald (Hrsg.): Bad-Almanach. S. G. Liesching, Stuttgart 1836, S. 321–360, Digitalisat.
- Ein Carneval in Stuttgart (1762). In: August Lewald (Hrsg.): Europa. Chronik der gebildeten Welt, Erster Band, Leipzig und Stuttgart 1837, S. 337–350, Digitalisat.
- Stuttgart und seine Umgebungen, mit besonderer Rücksicht auf Kanstatt, Ludwigsburg und Eßlingen. Franz Heinrich Köhler, Stuttgart 1841, Digitalisat.